# Spanish Affair
Spanish Affair is een Amerikaans-Spaanse dramafilm uit 1957 onder regie van Luis Marquina en Don Siegel. In Nederland werd de film destijds uitgebracht onder de titel Flamenco.

## Verhaal
De Amerikaanse architect Merritt Blake werkt aan een project in Madrid. Hij wordt er verliefd op zijn tolk Mari Zarubia. Haar jaloerse minnaar achtervolgt hem, wanneer hij samen met Mari naar Barcelona reist.

## Rolverdeling
| Acteur             | Personage      |
| ------------------ | -------------- |
| Carmen Sevilla     | Mari Zarubia   |
| Richard Kiley      | Merritt Blake  |
| José Guardiola     | Antonio        |
| Jesús Tordesillas  | Sotelo         |
| José Marco Davó    | Vader          |
| José Manuel Martín | Fernando       |
| Francisco Bernal   | Ober           |
| Purita Vargas      | Purita         |
| Antonio S. Amaya   | Miguel         |
| Rafael Farina      | Flamencozanger |
| José Nieto         |                |
| Julio Peña         |                |